# Fantasia chez les ploucs (film)
Cet article concerne le film. Pour l'article sur le roman, voir Fantasia chez les ploucs (roman).
Pour plus de détails, voir Fiche technique et Distribution.
Fantasia chez les ploucs est un film franco-égypto-italien réalisé par Gérard Pirès, sorti en 1971.

## Synopsis
Sagamore Noonan vit reclus dans une ferme de l'Alabama où il distille de la gnôle clandestinement. Il reçoit la visite de son frère Doc Noonan et de son fils Billy. Une jeune strip-teaseuse, dont le bikini contient sa parure de diamants, et son compagnon gangster viennent troubler leur tranquillité.

## Fiche technique
- Titre : Fantasia chez les ploucs
- Réalisation : Gérard Pirès
- Scénario : Gérard Pirès, d'après l'œuvre de Charles Williams
- Musique : Ekseption
- Photographie : Edmond Richard
- Montage : Françoise Garnault
- Cascades : Rémy Julienne
- Pays :  France,  Égypte,  Italie
- Langue :   français
- Format : couleur - Mono - 35 mm - 2.35:1
- Genre : comédie, policier
- Durée : 83 min
- Date de sortie : 15 janvier 1971

## Distribution
- Lino Ventura : Sagamore Noonan
- Jean Yanne : Doc Noonan
- Mireille Darc : Caroline Harrington dite "Tchoo-Tchoo"
- Georges Demestre : Billy Noonan
- Nanni Loy (VF : Raymond Gérôme) : Dr. Severance
- Jacques Dufilho : Oncle Noé
- Georges Beller : Smith
- Rufus : Wesson
- Luigi Bonos : le shérif
- Pierre Huberty (VF : Guy Piérauld) : Magoo
- Monique Tarbès : Mme Horne
- Marthe Villalonga : la pompiste (non créditée)
- Alain Delon : un caïd (non crédité)

## À propos du film
Le film est tiré du roman du même nom, Fantasia chez les ploucs (The Diamond Bikini), de Charles Williams, paru dans la Série noire en 1957. Ce roman est reparu en 2017 sous le nom Le Bikini de diamants dans une nouvelle traduction aux Éditions Gallmeister. 
La BO est d'Ekseption groupe hollandais et contient notamment le morceau Peace Planet, une reprise de la 5e symphonie de Beethoven et le titre Canvas.